# Vinderei
Vinderei est une commune roumaine située dans le județ de Vaslui.